# Vinorača
Vinorača (cyr. Винорача) – wieś w Serbii, w okręgu pomorawskim, w mieście Jagodina. W 2011 roku liczyła 999 mieszkańców.